# کرین کلری
کرین کلری (فرانسوی: Corinne Cléry‎؛ زادهٔ ۲۳ مارس ۱۹۵۰) یک بازیگر اهل فرانسه است.
از فیلم‌های او می‌توان به سه ببر در برابر سه ببر، افسون، از روی درماندگی، جولیا، از بلوندها متنفرم، انسان‌نما و ریمینی ریمینی - یک سال بعد اشاره کرد.